# Memorex
Die Memorex Corp. begann als Hersteller von Magnetbändern und entwickelte sich zu einem Anbieter von Unterhaltungsmedien und einem wichtigen Lieferanten von Peripheriegeräten, die mit IBM-Steckern kompatibel waren. Im November 1996 wurde das Unternehmen aufgelöst und existiert nur noch als Marke für Unterhaltungselektronik, die sich auf beschreibbare Medien für CD- und DVD-Laufwerke, Flash-Speicher, Computer-Zubehör und andere Elektronik spezialisiert hat.

## Geschichte und Unternehmensentwicklung

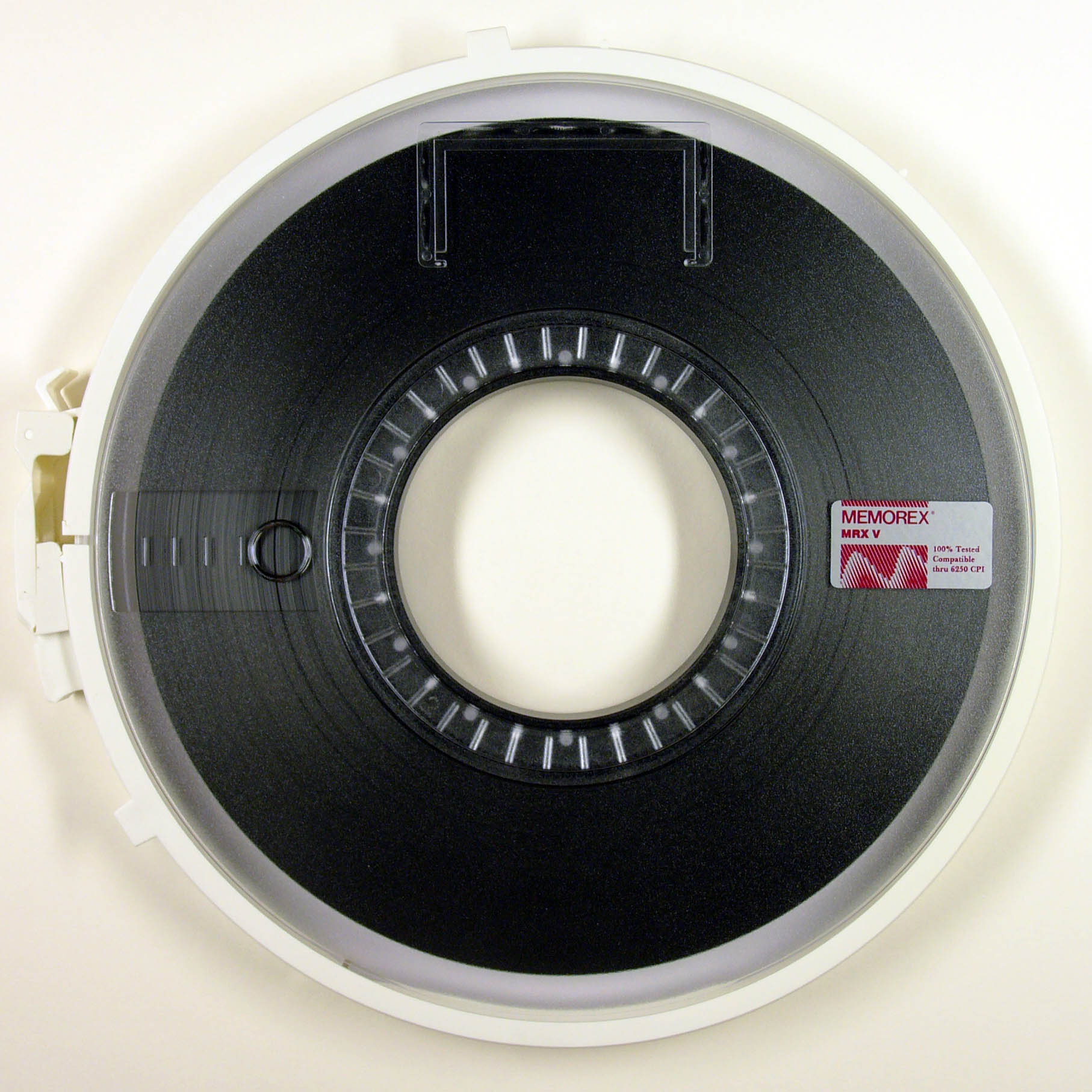
MRX V Memorex Magnetband

Memorex wurde 1961 im Silicon Valley gegründet und begann mit dem Verkauf von Magnetbändern, später kamen andere Medien wie Disketten-Bundle (sog. „disk packs“) hinzu. Das Unternehmen expandierte dann in den Bereich Diskettenlaufwerke und andere Peripheriegeräte für IBM-Großrechner. In den 1970er und Anfang der 1980er Jahre war Memorex weltweit einer der größten unabhängigen Anbieter von Diskettenlaufwerken und Kommunikationscontrollern für Benutzer von IBM-kompatiblen Großrechnern sowie von Medien für Computeranwendungen und Verbraucher. Der Name des Unternehmens ist ein Kofferwort aus „memory“ und „excellence“.

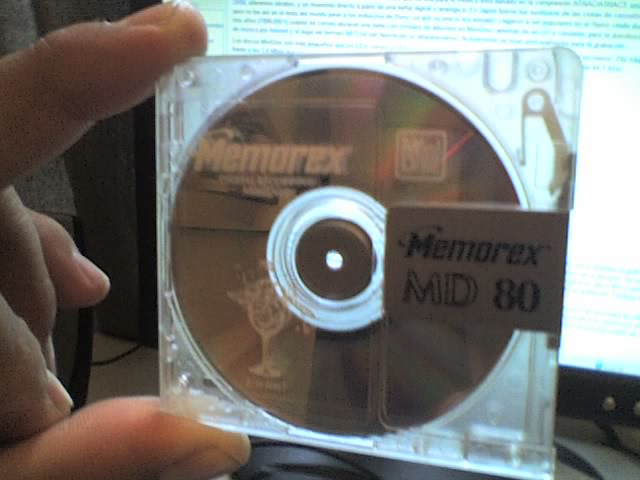
MiniDisc von Memorex

Das Unternehmen stieg 1971 in das Geschäft mit Unterhaltungsmedien ein und startete eine Werbekampagne, zunächst mit der Werbung für „zerbrechendes Glas“ und dann mit einer Reihe von als legendär bezeichneten Fernsehwerbungen mit Ella Fitzgerald. In den Werbespots sang sie eine Note, die ein Glas zersplittern ließ, während dies auf einer Memorex-Audiokassette aufgenommen wurde. Die Kassette wurde abgespielt, woraufhin die Aufnahme das Glas mit der Frage: „Is it live, or is it Memorex?“ ebenfalls zerbrach. Dies wurde zum Firmenslogan, der in einer Reihe von Werbespots in den 1970er und 1980er Jahren verwendet wurde.
Im Jahr 1982 wurde die an Unternehmen gerichtete Geschäftssparte von Memorex von der Burroughs Corporation aufgekauft; das Verbrauchergeschäft, das zu diesem Zeitpunkt nur einen kleinen Teil des Umsatzes ausmachte, wurde an die Tandy Corporation (heute RadioShack) verkauft. In den darauffolgenden sechs Jahren wurden Burroughs und sein Nachfolger Unisys aufgelöst, wobei die verbliebenen Teile von Memorex verkauft oder ausgegliedert wurden.
Die Vertriebs- und Serviceorganisation für Computer- und Kommunikationsmedien sowie IBM-Endanwender wurde als Memorex International ausgegliedert. Im Jahr 1988 erwarb Memorex International die Telex Corporation und wurde zu Memorex Telex NV, ein Unternehmen mit Sitz in den Niederlanden, das als Einheit bis November 1996 fortbestand. Das Unternehmen entwickelte sich zu einem Anbieter von IT-Lösungen, einschließlich des Vertriebs und der Integration von Datennetzwerk- und Speicherprodukten sowie der Erbringung damit verbundener Dienstleistungen in 18 Ländern weltweit. Noch im Jahr 2006 existierten mehrere Teile als Tochtergesellschaften anderer Unternehmen, siehe z. B. Memorex Telex Japan Ltd, ein Tochterunternehmen von Kanematsu oder Memorex Telex (UK) Ltd., ein Tochterunternehmen von EDS Global Field Services.
Im Laufe der Zeit war die Marke Memorex im Besitz von Tandy (heute RadioShack), Hanny Holdings, Imation (heute GlassBridge Enterprises) und Digital Products International (DPI). Seit Januar 2024 wird sie von der Finest Brands Inc. gehalten.

## Zeitleiste
- 1961 – Memorex wird von Laurence Spitters, Arnold Challman, Donald Eldridge und W. Lawrence Noon mit Spitters als Vorsitzendem gegründet.[10]

- 1962 – Memorex ist eines der ersten unabhängigen Unternehmen, das Magnetbänder anbietet.

- Mai 1965 – Memorex geht mit einem Wert von $25 an die Börse und schließt bei $32.

- 1966 – Memorex ist das erste unabhängige Unternehmen, das ein Disketten-Bundle ausliefert.

- Juni 1968 – Memorex liefert als erstes Unternehmen ein IBM-steckerkompatibles Laufwerk aus.

- 1970 – Memorex liefert 1.270 Communications Controller, einen mit IBM 27xx und 37xx kompatiblen Terminal-Controller, aus.

- 1971 – Gemeinsam mit CBS gründet Memorex CMX Systems, ein Unternehmen, das Bearbeitungssoftware für Videobänder entwickelt.

- Sept. 1971 – Memorex startet sein Verbrauchergeschäft für Kassetten

- 1972 – Memorex startet seine „Is it live, or is it Memorex?“ Werbekampagne.

- Apr. 1981 – Burroughs erwirbt Memorex.

- Apr. 1982 – Burroughs verkauft Memorex' Verbrauchergeschäft an Tandy.

- Mai 1985 – Burroughs verkauft die Geschäftssparte für OEM Festplatten an Toshiba.

- Sept. 1986 – Burroughs übernimmt Sperry und benennt sich in Unisys um

- Dez. 1986 – Unisys gliedert die Memorex-Geschäftsbereiche Medien, Telekommunikation und Internationales als Memorex International NV aus.

- Jan. 1988 – Fusion von Memorex mit Telex[11]

- Dez. 1988 – Unisys stellt das Geschäft mit großen Festplatten ein und gliedert Service und Reparatur als Sequel aus.

- Nov. 1993 – Tandy verkauft die Verbrauchermarke Memorex an Hanny Holdings in Hongkong[12]

- Okt. 1996 – Die US-Aktivitäten von Memorex Telex NV melden Konkurs an und wurden mit gerichtlicher Genehmigung am 1. November 1996 verkauft.[13]

- Jan. 2006 – Imation übernimmt die Marke Memorex für 330 Millionen US-Dollar.[14]

- Jan. 2016 – Imation verkauft die Marke Memorex und zwei zugehörige Markenlizenzen für 9,4 Millionen US-Dollar an die DPI Inc. mit Sitz in St. Louis.[15]

- Jan. 2024 – Finest Brands Inc., ein in Los Angeles ansässiges Unternehmen für Markenmanagement, gibt die Übernahme der Marke Memorex, des damit verbundenen globalen Marken- und IP-Portfolios sowie der Lizenznehmer bekannt. Die Bedingungen der Transaktion wurden nicht bekannt gegeben.[9]